# لوسیان تسر
لوسیان تسر (فرانسوی: Lucien Teisseire‎; ۱۱ دسامبر ۱۹۱۹ – ۲۲ دسامبر ۲۰۰۷) دوچرخه‌سوار اهل فرانسه بود.
وی در مسابقات کشوری و بین‌المللی در مجموع برندهٔ ۱ مدال برنز شده‌است.